# Mileva Marić
Mileva Marić (sârbă chirilică: Милева Марић; n. 19 decembrie 1875, Titel⁠(d), Districtul Bačka de Sud, Serbia – d. 4 august 1948, Zürich, cantonul Zürich, Elveția), numită uneori Mileva Marić-Einstein sau Mileva Marić-Ajnštajn (sârbă chirilică: Милева Марић-Ајнштајн) a fost o fiziciană și matematiciană sârbă și prima soție a lui Albert Einstein din 1903 până în 1919. Ea a fost singura femeie dintre colegii lui Einstein de la Politehnica din Zürich și a fost doar a doua femeie care a finalizat un program complet de studiu la Departamentul de Matematică și Fizică. Marić și Einstein au fost colaboratori și iubiți și au avut o fiică, Lieserl, în 1902, a cărei soartă nu este cunoscută. Mai târziu au avut și doi fii, Hans Albert și Eduard.
Cei doi s-au separat în 1914, când Marić a luat băieții și a revenit la Zürich la Berlin. Au divorțat în anul 1919. În acel an Einstein s-a căsătorit din nou. Când a primit Premiul Nobel în 1921, el i-a transferat banii lui Marič, în principal pentru a-i  sprijini pe fiii lor. Marić a avut acces la dobândă. În 1930, la aproximativ 20 de ani, al doilea lor fiu, Eduard, a avut o cădere nervoasă și a fost diagnosticat cu schizofrenie. Cu cheltuieli din ce în ce mai mari spre sfârșitul anilor 1930 pentru îngrijire instituțională, Marić a vândut două dintre cele trei case pe care ea și Einstein le achiziționaseră. El a contribuit regulat la îngrijirea fiului său, chiar și după emigrarea sa în Statele Unite ale Americii cu a doua lui soție (Elsa, verișoara lui).

## Biografie
Pe 19 decembrie 1875, Mileva Marić s-a născut într-o familie bogată în Titel, în timpul monarhiei austro-ungare (azi Serbia), fiind cel mai mare dintre cei trei copii ai lui Miloš Marić (1846-1922) și Marija Ružić-Marić (1847-1935). La scurt timp după nașterea ei, tatăl și-a încheiat cariera militară și-a luat o slujbă la curtea din Ruma și mai târziu în Zagreb.
A început învățământul secundar în 1886 la un liceu de fete din Novi Sad, dar s-a mutat în anul următor la un liceu din Sremska Mitrovica. Începând cu 1890, Marić a studiat la Școala Regală Sârbă de Gramatică din Šabac. În 1891 tatăl ei a obținut permisiunea specială de a o înscrie Marić ca elev privat la Liceul Clasic Regal de Băieți din Zagreb. Profesorul său de matematică a fost Vladimir Varicak. Ea a promovat examenul de admitere și a intrat în clasa a zecea în 1892. A obținut permisiunea specială de a participa la lecțiile de fizică în februarie 1894 și a promovat examenele finale în septembrie 1894. Cele mai mari note ale sale au fost la matematică și fizică, ambele „foarte bine”, un nivel sub cel mai mare calificativ, „excelent”. În acel an, s-a îmbolnăvit grav și a decis să se mute în Elveția, unde, pe 14 noiembrie, a început studiile la Liceul de Fete din Zürich. În 1896, Marić a promovat examenul Matura și a început să studieze medicina la Universitatea din Zürich pentru un semestru.
În toamna anului 1896, Marić s-a mutat la Politehnica din Zürich, după ce a promovat examenul de admitere la matematică cu nota medie de 4,25 (scara 1-6). S-a înscris pentru cursul de diplomă pentru a preda fizica și matematica în școlile secundare (secțiunea VIA) în același timp cu Albert Einstein. Ea a fost singura femeie din grupul ei de șase studenți, iar doar a cincea femeie care a intrat la acea secțiune. Trebuie ca ea să fi fost extraordinar de talentată pentru a depăși restricțiile privind admiterea femeilor. Ea și Einstein au devenit prieteni apropiați imediat după aceea. În octombrie, Marić a mers la Heidelberg pentru a studia la Universitatea din Heidelberg pentru semestrul de iarnă 1897/98, participând ca auditor la cursurile de fizică și matematică. Ea s-a întors la Politehnica din Zürich în aprilie 1898, unde studiile incluse erau: calcul diferențial și integral, geometrie descriptivă și proiectivă, mecanică, fizică teoretică, fizică aplicată, fizică experimentală și astronomie.
Ea a dat examenele pentru diploma intermediară în 1899, un an mai târziu decât ceilalți studenți din grupul ei. Nota medie de 5,05 (scara 1-6) a plasat-o a cincea din șase studenți la examenele din acel an. Einstein fusese primul dintre studenții din anul precedent cu o notă medie de 5,7. Nota lui Marić la fizică a fost de 5,5, la fel cu a lui Einstein. În 1900, ea nu a reușit să promoveze examenul final de diplomă, cu nota medie de 4,00, după ce a obținut doar nota 2,5 la componenta matematică (teoria funcțiilor). Einstein a promovat examenul pe locul al patrulea, cu o notă medie de 4,91.
Cariera academică a lui Marić a fost întreruptă în 1901, când a rămas însărcinată cu Einstein. Pe când însărcinată în trei luni, ea a dat din nou examenul de diplomă, dar a picat din nou fără a-și îmbunătăți nota. A întrerupt lucrul la dizertația de diplomă pe care spera să o dezvolte într-o teză de coctorat sub supravegherea profesorului de fizică Heinrich Weber.
A plecat la Novi Sad, unde fiica ei s-a fost născut în 1902, probabil în ianuarie. Fata a fost menționată în corespondența dintre cei doi ca Hansel înainte de a se naște și ca Lieserl după. La vârsta de un an, Lieserl a suferit de scarlatină, care i-a lăsat daune permanente. Unele surse spun că Lieserl a murit la scurt timp  în 1903, dar altele sugerează că a fost dată spre adopție în Serbia.

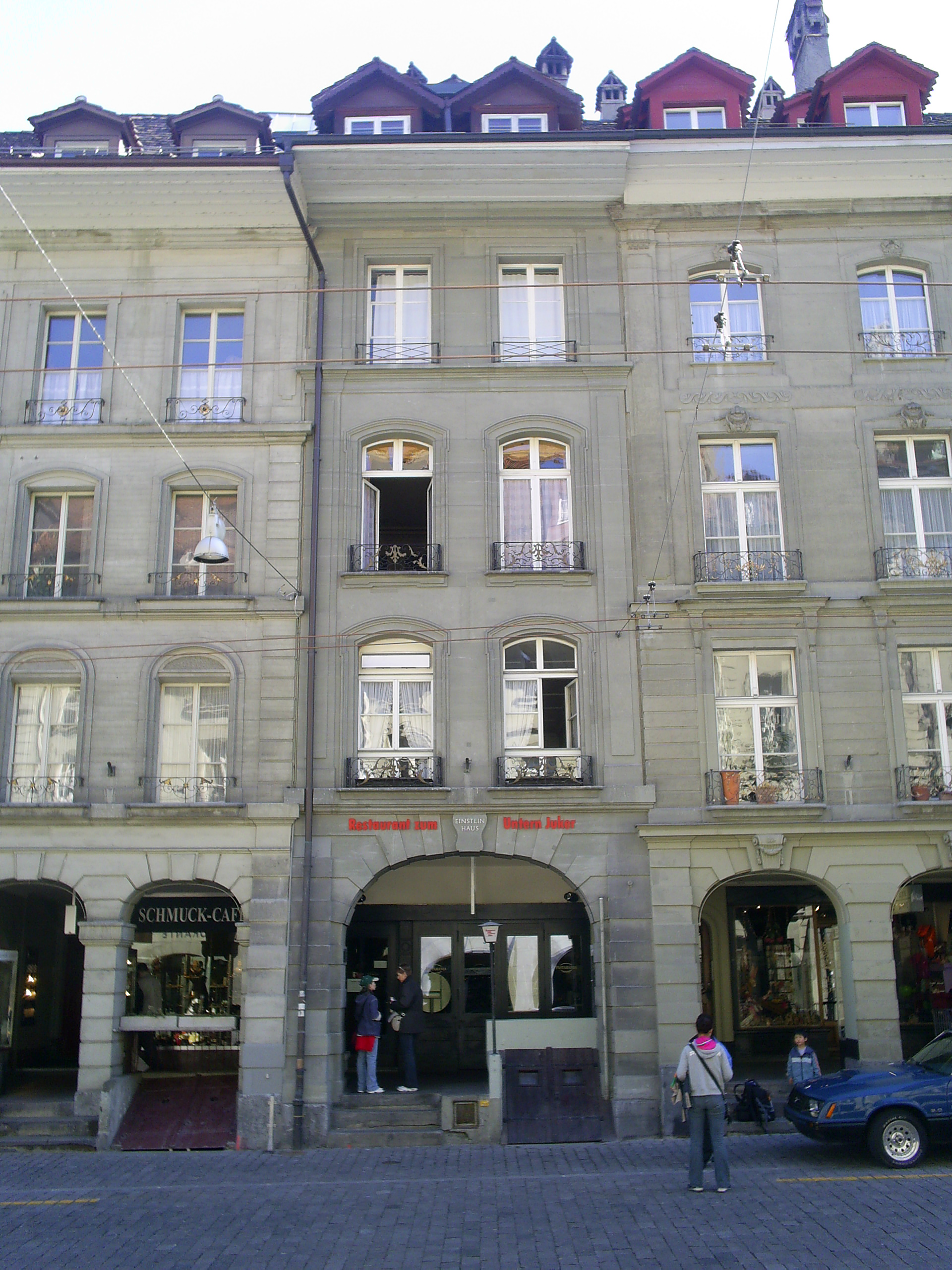
Centru: Einsteinhaus Kramgasse 49 din Berna. La al doilea etaj: apartamentul unde Albert și Mileva Einstein au trăit din 1903 în 1905

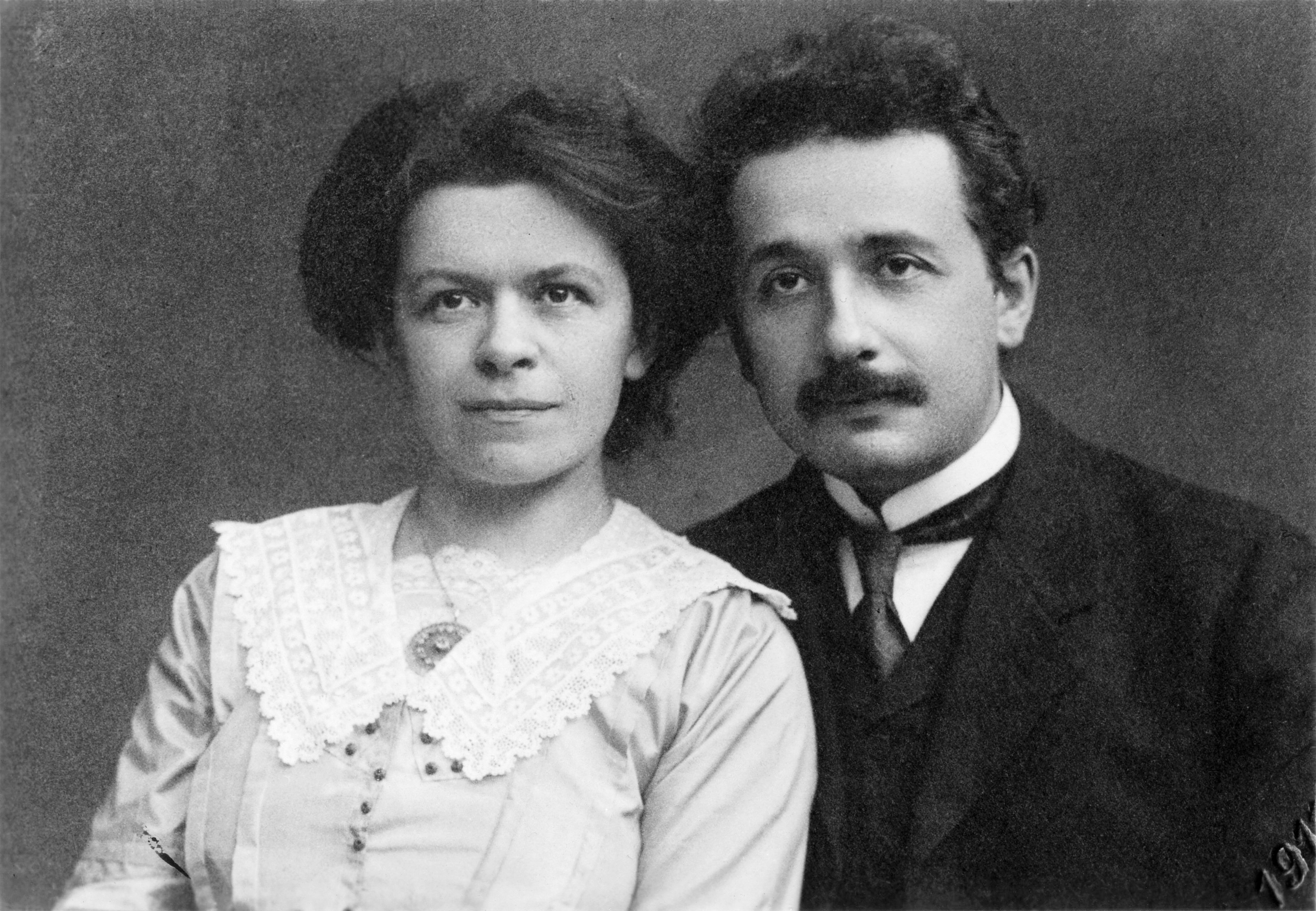
Albert și Mileva Einstein, 1912

## Căsătorie și familie
În 1903, Marić și Einstein s-au căsătorit la Berna, Elveția, unde Einstein și-a găsit un loc de muncă la Biroul Federal pentru Proprietate Intelectuală. În 1904 s-a născut primul lor fiu, Hans Albert. Einstein a trăit în Berna până în 1909, când Einstein a primit un post de profesor la Universitatea din Zürich. În 1910, s-a născut al doilea lor fiu, Eduard. În 1911, s-au mutat la Praga, unde Einstein a primit un post de profesor la Universitatea Carolină. Un an mai târziu, s-au întors la Zürich, unde Einstein a acceptat un post de profesor la alma mater.

## Dezbatere asupra colaborării cu Einstein

### Dezbatere asupra co-autorului
Dezbaterea asupra faptului dacă Marić a fost un coautor al unora dintre lucrările timpurii ale lui Einstein, care se presupune că au culminat în lucrările din 1905, se bazează pe următoarele dovezi:
- Mărturia cunoscutului fizician rus Abram Joffe, care a dat numele autorului celor trei Lucrări Annus Mirabilis drept Einstein-Marity, atribuind în mod eronat adăugarea numelui Marity, numele oficial al lui Marić, unui inexistent. Cu toate acestea, în paragraful unde să află, în care Joffe afirma că intrarea lui „Einstein” în area științei în 1905 a fost „de neuitat”, el l-a descris pe autorul (singular) al lucrărilor din 1905 drept „un birocrat la Oficiul de Brevete din Berna”, adică Albert Einstein.
- Mileva a vorbit cu un prieten Serbian, referitor la lucrărilor din 1905, spunand „Am terminat un lucru tare importat, care o să-l facă pe soțul meu faimos”. Istoricii Highfield și Carter susțin că aceasta afirmație este „folclorul orașului natal”

### Dezbate asupra colaborării
O parte din dezbaterea dacă Marić a colaborat cu Einstein se bazează pe scrisorile lor:
- John Stachel susține că scrisorile în care Einstein se referea la teoria „noastră” și la lucrările „noastre” au fost scrise în perioada studenției, cu cel puțin patru ani înainte de lucrările din 1905. Stachel sugerează, că unele dintre cazurile în care Einstein a folosit „noastre” în legătură cu lucrările științifice s-au referit la disertatiile lor de diplomă, pentru care au ales fiecare aceeași temă (studii experimentale ale conducerii căldurii). Stachel susține că Einstein a folosit „noastre” în declarații generale, în timp ce a folosit invariabil „eu” și „al meu” atunci când a povestit idei specifice la care lucra: „scrisorile către Marić îl arată pe Einstein referindu-se la studiile „lui”. Lucrarea lui despre electrodinamica corpurilor în mișcare de peste o duzină de ori... în comparație cu „o” referință la munca „noastră” cu privire la problema mișcării relative.
- Stachel sugerează, de asemenea, că în două cazuri în care supraviețuiesc scrisori de la Marić care răspund direct la cele de la Einstein în care el și-a povestit ultimele idei, ea nu dă niciun răspuns. Scrisorile ei, spre deosebire de cele ale lui Einstein, conțin doar chestiuni personale sau comentarii legate de cursurile ei de la Politehnică. Stachel scrie: „În cazul ei, nu avem lucrări publicate, nici scrisori cu un conținut științific serios, nici către Einstein, nici către nimănui altcineva; nici vreo dovadă obiectivă a presupuselor ei talente creative. Nu avem nici măcar relatări din auzite despre conversațiile pe care le-a avut. Cu oricine altcineva care are un conținut specific, științific, darămite pretinde că îi raportează ideile ei.”

În acest fel, în timp ce unii școlarii au sustinut ca exista suficiente dovezi pentru a susține ideea ca Marić l-a ajutat pe Einstein la dezvoltarea teoriile, alții susțin că scrisorile lor sugerează o colaborare între ei, cel puțin în 1901 înainte de a se naște copiii lor.
O parte din dezbaterea dacă Marić a colaborat cu Einstein se bazează pe interacțiunile lor:
- Fratele lui Marić și alte rude au raportat relatări ale martorilor despre Marić și Albert discutând despre fizică împreună când erau căsătoriți.
- Primul fiu al cuplului, Hans Albert, a spus că, atunci când mama lui s-a căsătorit cu Einstein în 1903, a renunțat la ambițiile ei științifice. Dar el a mai spus că „colaborarea științifică a părinților săi a continuat în căsnicia lor și că își amintește că i-a văzut lucrând împreună seara la aceeași masă”.

## la Berlin și separare
În iulie 1913, Max Planck și Walther Nernst l-au rugat pe Einstein să vină la Berlin, iar acesta a fost de acord, deși decizia a supărat-o pe Marić. În luna august, Einstein a planificat o vacanță de mers pe jos cu fiii lor și Marie Curie și cele două fiice ale sale. Marić a întârziat temporar din cauza că Eduard era bolnav, dar apoi s-au alăturat grupului. În septembrie 1913, Einstein i-a vizitat pe părinții lui Marić lângă Novi Sad, iar în ziua în care aceștia plecau spre Viena, Marić i-a botezat pe băieți în ritul creștini ortodox. După Viena, Einstein și-a vizitat rudele din Germania, în timp ce Marić s-a întors la Zurich. După Crăciun, ea a călătorit la Berlin pentru a sta cu Fritz Haber, care a ajutat-o să caute cazare pentru mutarea iminentă a lui Einstein în aprilie 1914. Familia Einstein a părăsit Zürich pentru Berlin la sfârșitul lunii martie. Pe drum, Einstein a vizitat un unchi în Anvers și apoi pe Ehrenfest și Lorentz în Leiden, în timp ce Marić și-a luat o vacanță de înot cu copiii în Locarno, sosind la Berlin la mijlocul lunii aprilie.
Căsătoria era tensionată încă din 1912, din primăvara anului în care Einstein a reîntâlnit-o pe verișoara sa, Elsa. Ei au început să corespondeze regulat. Marić, care nu au vrut să meargă la Berlin, a devenit din ce în ce mai nefericitp în oraș. La mijlocul lunii iulie 1914, după stabilirea la Berlin, Einstein a insistat asupra unor termeni duri dacă ea ar fi fost să rămână alături de el. Deși inițial a acceptat termenii, s-a răzgândit și pe 29 iulie 1914, a doua zi după izbucnirea primului Război Mondial, a părăsit Germania și a plecat cu băieții la Zürich, o separare care va deveni permanentă. Einstein s-a angajat legal să-i trimită o întreținere anuală de 5600 de mărci germane în tranșe trimestriale, puțin sub jumătate din salariul său, angajament respectat în mare parte După cei cinci ani necesari de separare, cei doi au divorțat pe 14 februarie 1919.
Cei doi au negociat un aranjament prin care banii Premiului Nobel pe care Einstein anticipa că îl va primi în curând urmau să fie puși într-un fond pentru cei doi băieți ai lor. Einstein ar primi premiul pentru munca sa, iar ea ar primi banii. Marić putea folosi dobânda, dar nu avea acces asupra capitalului fără permisiunea lui Einstein. După ce Einstein s-a căsătorit cu verișoara sa, Elsa, în iunie 1919, el s-a întors la Zürich pentru a vorbi cu Marić despre viitorul copiilor. În timpul vizitei, el l-a luat pe Hans Albert cu barca pe Lacul Constanța și pe Eduard la Arosa pentru convalescență.  
În 1922, Einstein a primit vestea că a câștigat Premiul Nobel în noiembrie. Acordul de divorț promitea ei banii din Premiul Nobel. Așadar, banii urmau să fie puși într-un fond pentru cei doi băieți ai lor, în timp ce ea avea acces la dobândă. Pe baza unor scrisori recent publicate (sigilate de către nepoata vitregă a lui Einstein, Margot Einstein, până la 20 de ani după moartea ei), Walter Isaacson a raportat că Marić în cele din urmă a investit banii din Premiul Nobel în trei clădiri de apartamente în Zürich pentru a produce venituri. Marić a trăit într-una, o casă cu cinci etaje situată la Huttenstrasse 62, iar celelalte două au fost investiții.
În 1930, în jurul vârstei de 20 de ani, Eduard a avut o cădere nervoasă și a fost diagnosticat cu schizofrenie. Spre la sfârșitul anilor 1930, costurile îngrijirii la clinica de psihiatrie „Burghölzli” de la Universitatea din Zürich au copleșit-o pe Marić. A vândut două case pentru a strânge fonduri pentru îngrijire și întreținere. În 1939, Marić fost de acord să transfere dreptul de proprietate asupra casei din Huttenstrasse în care locuia lui Einstein pentru a preveni pierderea acesteia.

## Deces
Mileva Marić a murit la vârsta de 72 de ani pe 4 august 1948, în Zürich. A fost înmormântată în Cimitirul Nordheim. Eduard Einstein a fost instituționalizat până la moartea sa în 1965.

## Onoruri

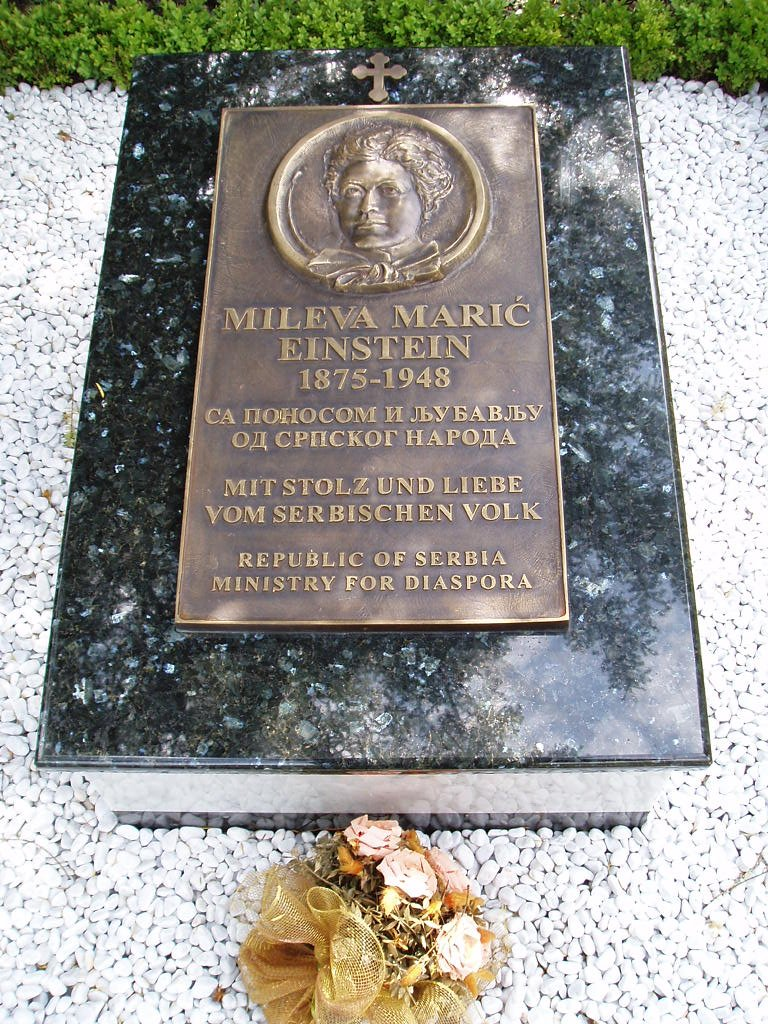
Piatră funerară în Cimitirul Nordheim, Zürich

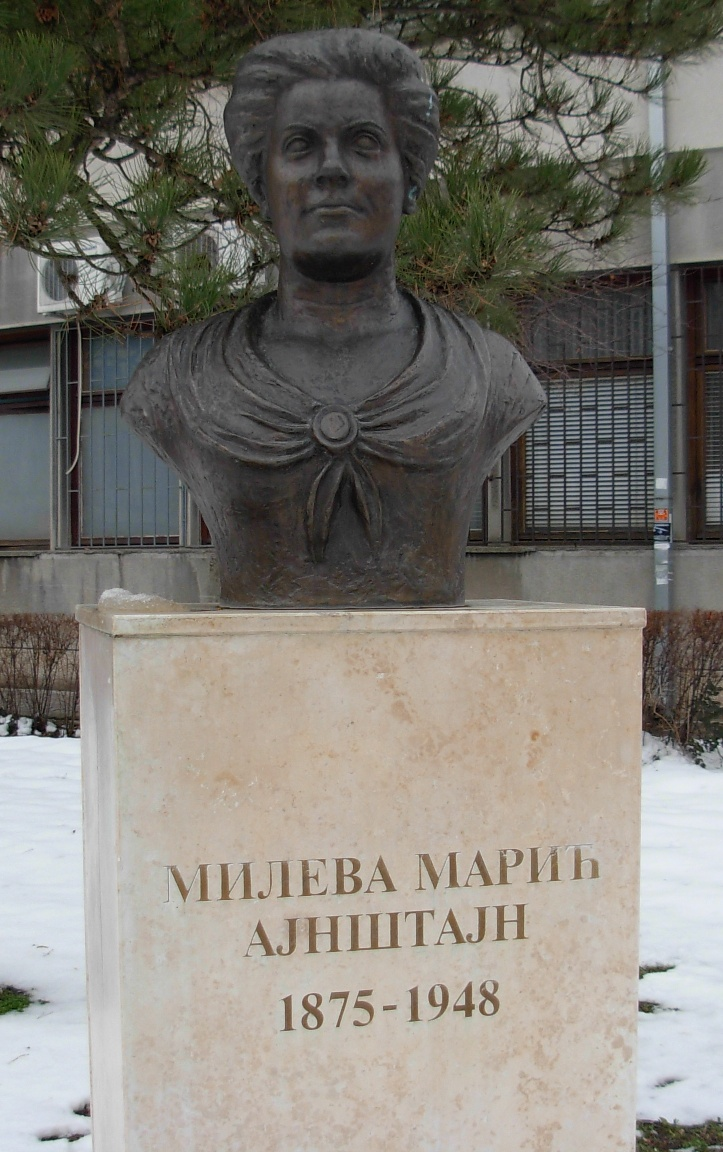
Bustul din campusul de la Universitatea din Novi Sad

În 2005, Marić a fost onorată în Zürich de către ETH și Gesellschaft zu Fraumünster. O placă comemorativă a fost dezvelită pe fosta sa reședință în Zürich, casa Huttenstrasse 62. În același an, un bust a fost amplasat în orașul în care a mers la liceu, Sremska Mitrovica. Un alt bust este situat în campusul de la Universitatea din Novi Sad. Un liceu în orașul nativ Titel îi poartă numele. La șaizeci de ani după moartea sa, o placă memorială a fost amplasată pe casa fostei clinici din Zürich unde a murit. În iunie 2009, o piatră funerară i-a fost dedicat la Cimitirul Nordheim din Zürich, unde este înmormântată.